# Episodi di Fate: The Winx Saga (prima stagione)
La prima stagione della serie televisiva Fate: The Winx Saga, composta da 6 episodi,  è stata interamente pubblicata sulla piattaforma di streaming on demand Netflix il 22 gennaio 2021.
| nº | Titolo originale           | Titolo italiano          | Pubblicazione UK | Pubblicazione Italia |
| -- | -------------------------- | ------------------------ | ---------------- | -------------------- |
| 1  | To the Waters and the Wild | All'acque e nella landa  | 22 gennaio 2021  | 22 gennaio 2021      |
| 2  | No Strangers Here          | Qui non ci sono estranei | 22 gennaio 2021  | 22 gennaio 2021      |
| 3  | Heavy Mortal Hopes         | Grevi speranze mortali   | 22 gennaio 2021  | 22 gennaio 2021      |
| 4  | Some Wrecked Angel         | Qualche angelo caduto    | 22 gennaio 2021  | 22 gennaio 2021      |
| 5  | Wither Into the Truth      | Appassire nella verità   | 22 gennaio 2021  | 22 gennaio 2021      |
| 6  | A Fanatic Heart            | Un cuore fanatico        | 22 gennaio 2021  | 22 gennaio 2021      |

## All'acque e nella landa
- Titolo originale: To the Waters and the Wild
- Diretto da: Lisa James Larsson
- Scritto da: Brian Young

### Trama
Un pastore viene assassinato nella notte da una strana creatura, mentre cercava di ricondurre all'ovile alcune pecore.
La sedicenne Bloom, dopo aver scoperto di essere una fata del fuoco, fa il suo ingresso alla scuola magica di Alfea, situata nell’Oltremondo, dove fa subito la conoscenza dell'avvenente specialista Sky; entrambi restano molto affascinati e incuriositi l'uno dall'altra. 
 Bloom è l'unica allieva a venire dalla Terra e si sente a disagio nel nuovo ambiente, anche a causa dell'incendio che ha accidentalmente appiccato tempo prima e in cui ha quasi ucciso i suoi genitori.
La ragazza conosce le sue compagne di stanza, che alloggiano tutte nella Winx Suite: l'esuberante Stella, fata della luce ed ex fidanzata di Sky, la solare Terra, fata delle piante, la solitaria Musa, fata della mente, e la determinata Aisha, fata dei fluidi. Quest'ultima, dopo aver ascoltato da Bloom alcuni dettagli del suo passato, rivela alla ragazza che potrebbe essere una changeling, ossia una fata scambiata alla nascita con una bambina umana, essendo troppo potente per essere, come afferma Bloom, figlia di genitori umani. Sconvolta da quanto udito, quest'ultima accetta di prendere l'anello magico di Stella (un potente oggetto che apre portali interdimensionali) per tornare temporaneamente sulla Terra e parlare con i suoi genitori.
Nel frattempo, il cadavere deturpato del pastore viene trovato nei pressi di Alfea: la preside fata, Farah Dowling, e l'addestratore degli specialisti, Saul Silva, discutono del possibile ritorno di un'antica minaccia, ovvero i mostri chiamati "Bruciati". Proprio uno di questi segue Bloom sulla Terra e, prima che lei torni nell'Oltremondo, l'attacca. La giovane viene salvata dall'intervento della Dowling, che sconfigge l'essere e lo cattura.
Bloom, intanto, viene raggiunta da Musa, Aisha e Terra, che vedono con i loro occhi il Bruciato. La fata del fuoco racconta inoltre che quell'essere ha preso l'anello di Stella.
Nella notte, Beatrix, una fata dell’aria, alunna della scuola di Alfea, si reca nel capanno dove è stato rinchiuso il Bruciato e lo sveglia tramite i suoi poteri.

## Qui non ci sono estranei
- Titolo originale: No Strangers Here
- Diretto da: Lisa James Larsson
- Scritto da: Speed Weed

### Trama
La Dowling e il professor Silva si recano nel posto dove è tenuto prigioniero il Bruciato. La preside si appresta a leggere nella mente del mostro per scoprire qualcosa di più sulla sua origine, ma il tentativo fallisce. In seguito, Silva suggerisce di chiedere l'intervento dell'esercito di Solaria, affinché portino il Bruciato in un posto più sicuro; la preside è dubbiosa, ma alla fine acconsente.
Beatrix avvicina lo specialista Riven e lo convince ad aiutarla ad entrare nello studio della Dowling, poiché è alla ricerca di qualcosa che, a suo dire, viene tenuto nascosto agli studenti. I due sembrano anche piuttosto interessanti l'una all'altro.
Nello scontro con il Bruciato, Bloom ha perso l'anello di Stella e le ragazze studiano un piano per riprenderselo. Una volta decretato che esso non può che trovarsi nel capanno appena fuori dalla barriera magica, Terra si offre di preparare un unguento per far addormentare il mostro.
Nel frattempo, Musa conosce Sam, un ragazzo-fata con il potere di passare attraverso la materia, e ne rimane affascinata.
Al calar della sera, le ragazze lasciano la scuola e si dirigono verso il capanno dove è tenuto prigioniero il Bruciato, ma scoprono che egli non è più lì. Musa però percepisce, grazie ai suoi poteri, che c'è qualcosa che non va e, insieme a Terra, scopre i corpi massacrati dei soldati che avrebbero dovuto trasferire il mostro: l'unico sopravvissuto è il professor Silva, che però è stato infettato dal Bruciato.
Terra, Musa e Stella tornano a scuola e quest'ultima incontra Sky e gli racconta quello che è successo. Ciò porta il ragazzo a preoccuparsi immediatamente del fatto che Bloom stia bene, cercando inizialmente di mascherare il suo interesse per quest'ultima a Stella, essendo la sua ex ragazza.
Intanto, la fata del fuoco viene attratta da una voce misteriosa che chiama il suo nome e pertanto si allontana, ma Aisha la segue. Le due ragazze vengono attaccate dal Bruciato fuggito ma, unendo le forze, riescono a ferirlo e a recuperare l'anello di Stella.
Ad Alfea, Beatrix va a chiamare la Dowling perché soccorra Silva, approfittando della sua assenza per ispezionarne l'ufficio, alla ricerca di qualcosa che non viene specificato. La ragazza viene però sorpresa dal segretario della preside, Callum, che alla fine si rivela a conoscenza della sua "missione" e del fatto che sia stata lei a liberare il Bruciato.
In camera, Bloom e Aisha cominciano a conoscersi meglio quando, ad un certo punto, gli occhi della fata del fuoco diventano bianchi.

## Grevi speranze mortali
- Titolo originale: Heavy Mortal Hopes
- Diretto da: Hannah Quinn
- Scritto da: Victoria Bata

### Trama
Bloom cade in uno stato di trance e ha una visione della donna di cui prima sentiva la voce e scopre che ella la portò in fasce sulla Terra, quindi ha la conferma di non essere figlia biologica dei suoi genitori; inoltre, la misteriosa donna le chiede di trovarla. Ritornata cosciente, la ragazza racconta tutto ad Aisha.
Le lezioni di magia procedono e, mentre Bloom sembra cominciare a prendere il controllo sui propri poteri, Aisha si rivela più fragile e insicura di quanto sembrasse. 
 Terra, invece, si rende conto di essere infastidita da Riven e Beatrix, che affascinano lo specialista Dane, mentre Musa continua ad essere attratta da Sam, che scopre essere fratello di Terra; i due decidono di vedersi in segreto per non ferirla.
Nel frattempo, le condizioni di Silva, infettato dal Bruciato, continuano a peggiorare e Sky, essendogli molto legato, dato che l'uomo gli ha fatto da padre dopo la morte del suo vero padre, è preoccupato per lui.
Intanto, arriva la sera della tradizionale festa che gli specialisti organizzano ogni anno; Terra, nonostante la timidezza, vuole andarci a tutti i costi per far colpo su Dane e si fa aiutare dalle sue amiche.
Alla festa, Bloom e Sky passano del tempo insieme e la ragazza riesce a distoglierlo dalla preoccupazione per Silva facendolo divertire un po', ma a rovinare tutto è Riven, che racconta alla ragazza cosa si dice che Stella abbia fatto all'ultima ragazza che si era avvicinata a Sky, ossia la sua migliore amica Ricki: l'aveva accecata.
In seguito, Sky e Stella hanno una discussione in merito a quanto avvenuto in passato, dopodiché il ragazzo lascia la festa, perché ha ricevuto un messaggio da parte di Silva, il quale gli dice che hanno ucciso il Bruciato.
Bloom, intanto, si inoltra nell'ala est della scuola, una volta adibita ad arsenale e ormai in disuso, e scopre delle fotografie che ritraggono vecchi studenti e professori della scuola: tra loro, le sembra di individuare la donna della sua visione. La fata del fuoco viene però interrotta da Beatrix che, non appena vede la persona che Bloom sta cercando, si dilegua rapidamente.
Sky va a trovare Silva e si accorge che le sue condizioni non sono per niente migliorate, quindi chiede spiegazioni, alchè lui gli dice che il Bruciato che hanno ucciso non è quello che lo ha infettato e che quindi non gli resta molto tempo, facendo intendere che ormai si è arreso. Questo suo comportamento fa arrabbiare molto lo specialista che, del parere che non bisogna arrendersi mai e di combattere fino alla fine come d'altronde gli ha insegnato proprio Silva, se ne va deluso e arrabbiato.
Bloom raggiunge la Dowling per chiederle spiegazioni riguardo alla donna misteriosa, che scopre chiamarsi Rosalind; la preside le mente, sostenendo che ella sia morta. La ragazza se ne va ancora più arrabbiata e triste di prima, finendo per raggiungere il cerchio di pietre dove le fate si allenano con i loro poteri. 
 Più tardi, viene raggiunta da Sky e gli rivela di essere un changeling e di comportarsi così perché vorrebbe scoprire la verità sulla sua nascita. Lui, capendo di tenere a lei, le offre il suo sostegno. Bloom però si accorge che Sky indossa l'armatura e lui le dice che deve assolutamente andare a cercare il Bruciato che ha infettato Silva per ucciderlo e salvare la vita del padre adottivo; contemporaneamente, la ragazza, in qualche modo, riesce a percepire il mostro, così i due si addentrano nella foresta al di là della barriera magica che protegge Alfea, non prima, però, che Bloom mandi un messaggio di avviso alle sue amiche.
Intanto, alla festa, Stella cerca Sky e chiede a Riven sue notizie; il ragazzo le dice che dovrebbe essere con Bloom, schernendola, e la fata della luce, in risposta, rivela la natura dell'amica allo specialista.
Successivamente, Stella e le altre ragazze della Winx Suite ricevono il messaggio di Bloom e la raggiungono. Insieme, quest'ultima, Sky, Stella, Terra, Musa e Aisha combattono contro il Bruciato e riescono a metterlo a terra; fortunatamente interviene la Dowling, che uccide completamente il mostro e salva i ragazzi. 
 Sky raggiunge immediatamente Silva, ormai quasi completamente guarito, che gli dice di essere fiero di lui.
Per Terra, però, le cose non vanno molto bene, in quanto ha scoperto un video di Beatrix nel quale ci sono anche Riven e Dane ubriachi, con quest'ultimo che la prende in giro: ciò la rende delusa e triste.
Infine, la Dowling rivela a Silva e al professor Harvey (insegnante della scuola e padre di Sam e Terra) tutto quello che Bloom le ha raccontato, suscitando una reazione di sgomento da parte di entrambi; la donna, inoltre, afferma che la ragazza ha il potenziale per diventare una delle fate più potenti mai esistite e che lei e Rosalind non dovrebbero mai incontrarsi.

## Qualche angelo caduto
- Titolo originale: Some Wrecked Angel
- Diretto da: Hannah Quinn
- Scritto da: Niceole R. Levy

### Trama
Nell'ufficio della preside, dopo aver appurato la scomparsa dell'assistente Callum, il professor Harvey prepara una soluzione per rilevare le ultime magie praticate nei pressi del passaggio segreto che conduce alla prigione di Rosalind. Scoprono così che il segretario è stato ucciso e che c'è un assassino nella scuola.
Viene convocata un'assemblea generale ad Alfea, in cui presiede la regina stessa di Solaria, Luna, potente fata della luce e madre di Stella, per comunicare agli studenti la gravità della situazione circa il ritorno dei Bruciati. In realtà, la conferenza è anche un espediente per permettere alla Dowling e agli altri professori di scoprire chi sia lo studente che ha lanciato l'incantesimo che ha ucciso Callum.
Bloom decide di approfittare della situazione per indagare più a fondo su Rosalind, tornando nell'ala est del castello. Qui viene sorpresa dapprima da Sky, che si offre di aiutarla nelle ricerche, e poi da Beatrix e Riven. 
 Mentre i due specialisti hanno un’accesa discussione su Bloom (dopo averlo saputo da Stella, Riven ha fatto sapere a tutta la scuola che la ragazza è un changeling), questa rimane sola con Beatrix e, insieme, le due scoprono, dietro ad una porta sigillata, una specie di centro di comando militare. Qui, grazie ad un plastico digitale riattivato dalla magia di Beatrix, risalgono al nome di Asterdale, un insediamento magico da cui potrebbero provenire i veri genitori di Bloom.
Rubando un'auto della scorta della regina Luna, le due ragazze lasciano Alfea e raggiungono il punto indicato sulla mappa, dove però vi è solo una scogliera deserta. Beatrix, allora, usa ancora una volta la propria magia per disattivare lo scudo magico che nasconde la verità: Asterdale fu distrutta sedici anni prima in una battaglia con i Bruciati, che sfociò in un massacro anche per gli abitanti della cittadina; nel raccontare la storia a Bloom, Beatrix le rivela anche che le uniche sopravvissute furono proprio loro due. La fata del fuoco è sconvolta dalle rivelazioni della ragazza, seppur indecisa se fidarsi o no di lei, ma le sue paure vengono confermate quando, durante il ritorno ad Alfea, Beatrix viene catturata dai professori e rinchiusa in una cella. In realtà, il motivo di tale cattura è che la Dowling e gli altri hanno scoperto che è stata lei ad uccidere Callum, dal momento che all'assemblea non è stato trovato nessuno la cui magia combaciasse con quella del misfatto e lei e Bloom erano le uniche ad essere assenti. 
 La preside cerca di capire cosa sia successo tra le due ragazze, ma la fata dell’aria si rifiuta di parlarne, rispondendo alle domande con strafottenza.
Nel frattempo, la regina Luna, delusa dagli scarsi progressi di sua figlia nello studio della magia, ritira Stella da Alfea, poco dopo che Sky ha definitivamente lasciato la ragazza, mentre Terra viene a sapere della relazione tra Musa e Sam e se ne rallegra.

## Appassire nella verità
- Titolo originale: Wither Into the Truth
- Diretto da: Stephen Woolfenden
- Scritto da:  Sarah Hooper (soggetto), Victoria Bata (sceneggiatura)

### Trama
Farah e Silva interrogano Beatrix per scoprire chi l'abbia mandata ad Alfea e che legame ci sia tra lei e il ritorno dei Bruciati, ma la ragazza continua a fingersi una vittima, cosicché tutti credano che la preside la stia torturando per estorcerle informazioni. Intanto, all'esterno, Bloom sta sorvegliando di nascosto la prigione di Beatrix, quando viene sorpresa da Dane che, essendo emotivamente legato alla fata dell’aria, si offre di aiutarla a parlare con lei.
A scuola, nel frattempo, continuano gli allenamenti speciali per preparare gli studenti al possibile scontro con i Bruciati, durante i quali Bloom fa coppia con Sky; Silva, infatti, ha incaricato il ragazzo di spiarla.
La notte successiva, durante il proprio turno di guardia, Dane usa una pozione per stordire l'altro specialista di guardia assieme a lui, permettendo così a Bloom di parlare con Beatrix; la fata dell’aria le promette che l’aiuterà a liberare Rosalind dalla prigione fatata in cui è rinchiusa, ma solo se prima lei le darà una mano ad evadere.
Munitasi di un talismano per liberare la fata dell’aria, Bloom segue le indicazioni di Beatrix e si reca al cerchio di pietre, dove deve "caricare" di magia il manufatto. Viene però sorpresa da Sky, che si sente in colpa per averla spiata per conto di Silva e quindi le confessa tutto. Dapprima, Bloom resta scioccata dalla rivelazione, ma poi sembra perdonarlo e i due ragazzi si baciano per la prima volta. Poco dopo, però, Sky sviene per effetto di una pozione soporifera: sapendo che il giovane avrebbe provato ad ostacolarla se avesse scoperto la verità, Bloom ne aveva versata un po' nella sua borraccia. 
 A questo punto, la fata del fuoco termina il rituale per rendere operativo il talismano e si accinge a tornare da Beatrix, ma viene fermata da Aisha e Terra, che in precedenza avevano costretto Dane a confessar loro l'intero piano. Riluttante, Bloom si fa convincere a desistere e consegna il talismano alle sue amiche.
Nella Winx Suite, intanto, Musa ha scoperto che Stella, dopo essere scappata di casa, è riuscita a nascondersi lì per giorni, usando un nuovo potere che ha acquisito da poco, quello dell'invisibilità. La ragazza si scusa per essere sempre stata ostile nei confronti delle altre e rivela anche che quello con Ricki fu un incidente, non volendo Stella accecarla di proposito: la violenza psicologica subita dalla madre, che faceva leva sulle sue emozioni più negative per innescare la magia nella figlia, ha fatto sì che Stella perdesse il controllo dei suoi poteri durante un litigio; tuttavia, nessuno conosce la verità, poiché Luna le ha proibito di raccontarla, non volendo che la figlia venisse considerata "debole". 
 Quando le altre ragazze (eccetto Bloom) tornano nel dormitorio, è Stella a convincerle ad aiutare la fata del fuoco, invece di raccontare tutto alla Dowling. Musa, Terra e Stella riconsegnano quindi il talismano all'amica, che subito si precipita da Beatrix e la libera.
Intanto la Dowling, Silva e il professor Harvey, insieme agli specialisti (tra cui Riven e Sky), si preparano a dare la caccia ai Bruciati, il cui numero è cresciuto drasticamente. Vengono raggiunti da Aisha, che sta per confessare tutto alla Dowling. 
Arrivate nell'ufficio della Dowling, a sorpresa Stella usa Beatrix per far scattare l'incantesimo-trappola, così da avere accesso al sotterraneo. 
 Arrivata davanti all'ultima porta, Bloom entra da sola e sente la voce di Rosalind dietro ad un'imponente barriera di magia.

## Un cuore fanatico
- Titolo originale: A Fanatic Heart
- Diretto da: Stephen Woolfenden
- Scritto da: Brian Young

### Trama
Bloom parla con Rosalind, che la convince a liberarla lasciando scorrere il proprio potere. 
 Intanto, Stella, Musa e Terra tornano nell'ufficio della preside, scoprendo che Beatrix è scomparsa; ben presto, le ragazze vengono raggiunte dalla Dowling stessa e da Aisha, che ha messo al corrente i professori del piano delle ragazze.
Mentre le altre Winx vengono rinchiuse per punizione nella loro stanza, Bloom si dirige al cerchio di pietre con Rosalind, così che la donna possa recuperare i propri poteri. Rosalind le rivela che, in realtà, gli abitanti di Asterdale non erano persone comuni, bensì "streghe di sangue", ossia umani custodi di un potere oscuro e pericoloso, e che Bloom stessa non è originaria di Asterdale, ma che fu rapita da quel popolo quando era ancora in fasce. In realtà, lo scopo di Rosalind è quello di intaccare le fonti di energia della scuola che alimentano la barriera magica, in modo tale da far penetrare i Bruciati all'interno; Bloom, ignara di tutto, la lascia da sola al cerchio, tornando a scuola.
Tra Bloom e Sky le cose si risolvono in quanto la fata del fuoco gli chiede scusa per averlo stordito e lo bacia di nuovo, per fargli capire che il primo bacio ha significato qualcosa, per lei.
Le difese di Alfea vengono dunque disattivate, così come l'impianto elettrico. 
 Sam usa la sua capacità di passare attraverso la materia per cercare di capire cosa stia succedendo, ma viene attaccato e ferito da uno dei mostri.
I ragazzi della scuola, fate e specialisti, vengono preparati all'imminente attacco dei Bruciati, che tuttavia non sono interessati a loro, ma solamente a Bloom, che con il suo potere è per loro la minaccia più grande. La giovane decide allora di attirarli fuori dalla scuola e affrontarli: quando arriva il momento, ella lascia finalmente scorrere tutta la propria magia e si trasforma, ottenendo un paio di ali infuocate. In questo modo, Bloom sconfigge facilmente i Bruciati.
Nel frattempo, Terra e Musa, anche grazie all'aiuto del professor Harvey, riescono a curare Sam.
Tutto sembra essersi risolto per il meglio, quando Rosalind gioca la sua carta vincente: il professor Silva viene infatti arrestato per il tentato omicidio di Andreas, il padre biologico di Sky, avvenuto sedici anni prima; nonostante tutti lo avessero creduto morto, Andreas è in realtà sopravvissuto e si scopre anche esser stato lui a crescere Beatrix.
Farah, ignara di tutto quello che sta succedendo, osserva il luogo dove i Bruciati tornati umani sono stati sepolti, ma viene raggiunta da Rosalind che, dopo un breve confronto, la uccide colpendola alle spalle con un incantesimo. 
 Durante il confronto tra Rosalind e Farah, emerge che in Bloom dimora un potere antico, lo stesso che ha creato i Bruciati: la Fiamma del Drago. Rosalind, infatti, aveva fatto penetrare i Bruciati all'interno della barriera magica proprio per mettere alla prova la ragazza, così da farlo risvegliare.
Successivamente, Rosalind ricatta la regina Luna (che all'epoca dei fatti di Asterdale aveva insabbiato tutto) per tornare ad essere la sola ed unica direttrice di Alfea. 
 Con Farah e Silva fuorigioco, il professor Harvey e il resto del corpo docenti devono adattarsi alla nuova leadership della scuola.
Le Winx, nel frattempo, hanno trascorso del tempo a casa dei genitori di Bloom sulla Terra; la ragazza, infatti, ha voluto prendersi del tempo per se stessa e intanto ha confessato alla madre e al padre la verità sulla sua natura di fata (infatti, i due pensavano che Bloom, per tutto quel tempo, avesse frequentato una scuola privata in Svizzera).
Una volta tornate nell'Oltremondo, Bloom, Aisha, Stella, Terra e Musa trovano Rosalind, Andreas e Luna ad attenderle ai cancelli di Alfea.